# ركب أسعد (المسيمير)

تعديل مصدري - تعديل

ركب اسعد هي إحدى قرى عزلة المسيمير بمديرية المسيمير التابعة لمحافظة لحج، بلغ تعداد سكانها 60 نسمة حسب تعداد اليمن لعام 2004.